# Odostomia georgiana
Odostomia georgiana är en snäckart som först beskrevs av Bartsch In Dall 1927.  Odostomia georgiana ingår i släktet Odostomia och familjen Pyramidellidae. Inga underarter finns listade i Catalogue of Life.